# The Unsinkable Molly Brown (Musical)
The Unsinkable Molly Brown ist der Titel eines Musicals, welches das Schicksal der Titanic-Überlebenden und Frauenrechtlerin Molly Brown zum Thema hat.
Das Musical hatte seine Premiere am Broadway am 3. November 1960. Musik und Liedtexte stammen von Meredith Willson, das Buch von Richard Morris. Insgesamt erlebte das Stück 533 Aufführungen; in den Hauptrollen waren Tammy Grimes und Harve Presnell zu sehen.

## Handlung
Ort und Zeit: Amerika und Frankreich zu Beginn des 20. Jahrhunderts.
 Molly Tobin, ein armes Mädchen irischer Abstammung, verlässt ihre Heimat in Missouri auf der Suche nach dem amerikanischen Traum. In Colorado lernt sie den Bergmann und zukünftigen Ehemann Johnny Brown kennen. Der erträumte Reichtum stellt sich ein, als Johnny eine der größten Silberminen des Landes entdeckt. Der Anschluss an die Oberschicht von Denver gelingt dem ungebildeten Ehepaar allerdings nicht.
Um das soziale und kulturelle Niveau anzuheben, siedeln die beiden nach Europa über; Molly führt in Paris einen Salon, hat Publikum aus adligem Hause, kann aber die Ablehnung der Denverer Bourgeoisie nicht vergessen. Der präsentiert sie dann bei einem Heimaturlaub erfolgreich ihren neuen gesellschaftlichen Umgang, bis Johnnys Unterschichten-Freunde auftauchen. Daraufhin trennen sich Johnny und Molly – er bleibt in Amerika, sie kehrt nach Frankreich zurück. Dort merkt Molly, dass sie ohne ihren Johnny nicht leben kann, schifft sich auf der Titanic ein, überlebt deren Untergang und ist am Ende wieder mit ihrem Bergmann vereint.

## Musiknummern
| Act One 1. I Ain’t Down Yet 2. Belly Up to the Bar, Boys 3. I’ve A’Ready Started In 4. I’ll Never Say No 5. My Own Brass Bed 6. The Denver Police 7. Beautiful, People, of Denver 8. Are You Sure? | Act Two 1. Happy Birthday, Mrs. J. J. Brown 2. Bon Jour (The Language Song) 3. If I Knew 4. Chick-a-pen 5. Keep-a-Hoppin’ 6. Up Where the People Are 7. Dolce Far Niente 8. Colorado, My Home |

## Verfilmung
Das Thema wurde 1964 durch einen gleichnamigen MGM-Film aufgenommen (deutscher Titel: Goldgräber-Molly). Die Regie in diesem Film führte Charles Walters, die Hauptrolle übernahm Debbie Reynolds. Der Film erhielt eine Reihe von Oscar-Nominierungen, u. a. für die beste weibliche Hauptrolle, das beste Szenenbild, die beste Kamera, das beste Kostümdesign, die beste Filmmusik und den besten Ton.

## Auszeichnungen
Tammy Grimes erhielt für die Darstellung der Molly Brown 1961 den Tony Award in der Kategorie Best Performance by a Featured or Supporting Actress in a Musical.